# Liste der Monuments historiques in Damloup
Die Liste der Monuments historiques in Damloup führt die Monuments historiques in der französischen Gemeinde Damloup auf.

## Liste der Immobilien
| Bezeichnung | Beschreibung | Standort                  | Kennzeichnung | Schutzstatus | Datum | Bild           |
| ----------- | --- | ------------------------- | ------------- | ------------ | ----- | -------------- |
| Fort Vaux   | 1881 bis 1884 erbaut, mehrfach verstärkt, 1915/16 schwer beschädigt, 1931/32 restauriert; auch auf dem Gebiet von Douaumont-Vaux | westlich des Ortes (Lage) | PA00106522    | Classé       | 1970  | weitere Bilder |